# Öster-Janstjärnen
Öster-Janstjärnen är en sjö i Vännäs kommun i Västerbotten och ingår i Umeälvens huvudavrinningsområde.